# فرودگاه خلیج هوپر
فرودگاه خلیج هوپر (به انگلیسی: Hooper Bay Airport) یک فرودگاه همگانی با کد یاتا HPB است که یک باند فرود آسفالت و شن دارد و طول باند آن ۱۰۰۶ متر است. این فرودگاه در شهر هوپر بی، آلاسکا کشور ایالات متحده آمریکا قرار دارد و در ارتفاع ۴ متری از سطح دریا واقع شده‌است.